# Colias canadensis
Colias canadensis is een vlindersoort uit de familie van de Pieridae (witjes), onderfamilie Coliadinae.
Colias canadensis werd in 1982 beschreven door Ferris.